# Donald Allan Darling
Donald Allan Darling (Los Angeles, 4 maggio 1915 – 24 giugno 2014) è stato uno statistico statunitense.
È noto per il test di Anderson-Darling descritto nel 1952 insieme a Theodore Wilbur Anderson, che serve per evidenziare se un determinato campione di dati proviene o meno da una determinata distribuzione di probabilità.
Nel 1934 si iscrive al corso di matematica presso la University of California di Los Angeles dove nel 1939 consegue la laurea.
Nel 1940 diventa meteorologo presso la Pan American Airways e dal 1942 al 1946, durante la seconda guerra mondiale, è direttore della sezione statistica dell'"Air Force Weather Research Project" presso il California Institute of Technology. 
Nel 1943 si iscrive al corso di Ph.D. presso il California Institute of Technology
concludendo nel 1947  sotto la supervisione di Morgan Ward la tesi "Continuous Stochastic Processes".
Nel 1947 diventa ricercatore alla Cornell University, nel 1948 diventa assistente alla Rutgers University e nel 1949 si trasferisce alla University of Michigan dove diventa poi professore.
Successivamente al suo pensionamento nel 2002, venne istituita una cattedra con il suo nome.
Nel 1958 è Fellower della John Simon Guggenheim Memorial Foundation.
Dal 1958 al 1961 è editore associato degli "Annals of Mathematical Statistics".
Nel 1967 si trasferisce alla University of California dove dal 1982 è professore emerito.

## Scritti
- Asymptotic theory of certain "goodness-of-fit" criteria based on stochastic processes. Annals of Mathematical Statistics  23: 193–212. Coautore  Theodore Wilbur Anderson (1952)
- The First Passage Problem for a Continuous Markov Process in "The Annals of Mathematical Statistics", Vol. 24, No. 4 (1953) coautore Arnold J.F.Siegert
- On the Asymptotic Distribution of Watson's Statistic in "Annals of Statistics", 1983